# زایون کاوالرا
زایون کاوالرا (انگلیسی: Zyon Cavalera؛ زادهٔ ۱۹ ژانویهٔ ۱۹۹۳) طبل‌زن اهل ایالات متحده آمریکا است. وی از سال ۲۰۱۰ میلادی تاکنون مشغول فعالیت بوده است.